# Watervallen van de Vrijenberger Spreng
De Watervallen van de Vrijenberger Spreng zijn de grootste twee watervallen van Nederland en liggen nabij de Gelderse plaats Loenen.
De Vrijenbergse Spreng werd aan het einde van de 19e eeuw gegraven, zodat het waterpeil van het Apeldoorns Kanaal op peil kon worden gehouden. Vanwege het grote hoogteverschil in de spreng, werden er twee watervallen aangelegd. Op deze wijze werd een te sterke stroming voorkomen. De grote waterval heeft een verval van 5.8 meter, de kleine waterval heeft een verval van 4.9 meter, en alle watervallen samen hebben een verval van 15.5 meter.
De watervallen zijn niet natuurlijk, ze kunnen handmatig aan of uit worden gezet.

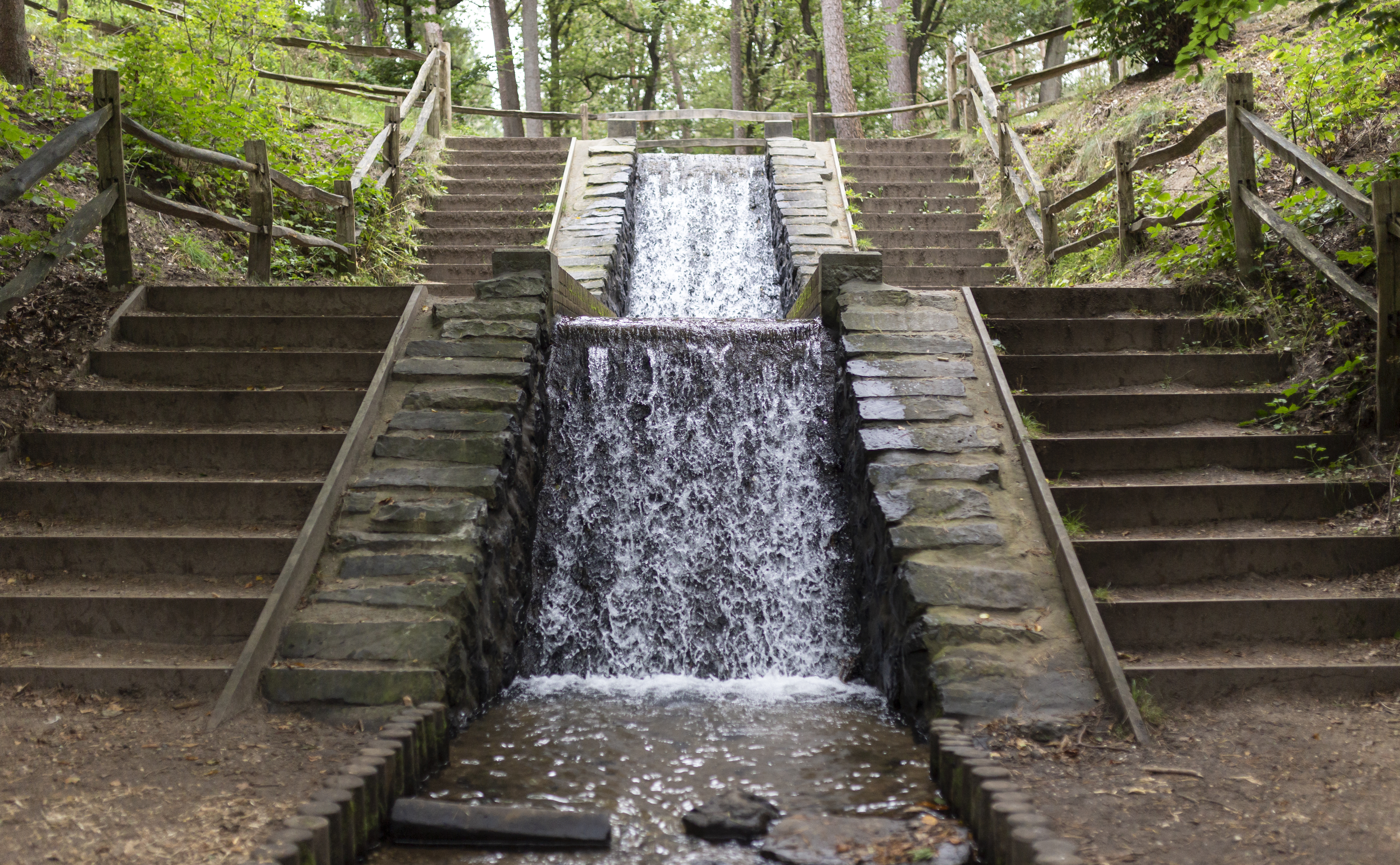
De kleine waterval
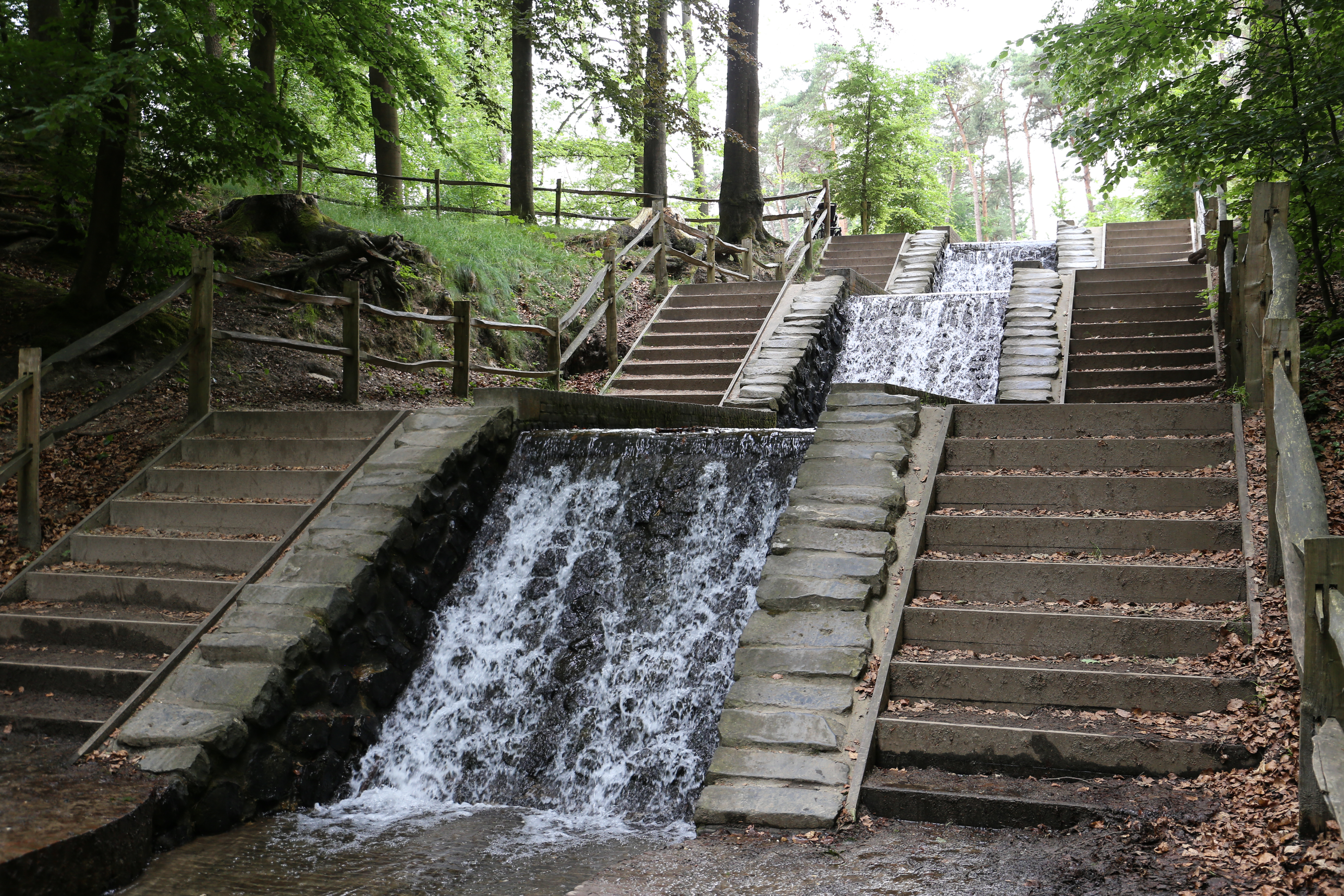
De grote waterval